# Liste der Mitglieder der Deutschen Akademie der Naturforscher Leopoldina/1804
Die Liste der Mitglieder der Deutschen Akademie der Naturforscher Leopoldina für 1804 enthält alle Personen, die im Jahr 1804 zum Mitglied ernannt wurden. Insgesamt gab es sieben gewählte Mitglieder.

## Mitglieder
| Nr.  | Name                            | Beiname          | Geboren      | Aufnahme | Gestorben     | Bild                                                                         | Datenbank |
| ---- | ------------------------------- | ---------------- | ------------ | -------- | ------------- | ---------------------------------------------------------------------------- | --------- |
| 1023 | Ludovico Baylle                 | Calligenes III.  | 1764         | 16. Apr. | 1839          |                                                                              | 1593      |
| 1024 | Peter Leoni                     | Charikles III.   |              | 16. Apr. |               |                                                                              | 4925      |
| 1025 | Adam Elias von Siebold          | Cleophantus III. | 5. März 1775 | 15. Mai  | 12. Juli 1828 | Adam Elias von Siebold                                                       | 6667      |
| 1026 | Johann Bartholomäus von Siebold | Herophilus VI.   | 3. Feb. 1774 | 15. Mai  | 28. Jan. 1814 | Johann Bartholomäus von Siebold (Kupferstich von Johann Pleikard Bitthäuser) | 6668      |
| 1027 | Francesco Antonio Boi           | Cassius Felix    | 1767         | 11. Jun. | 1850          | Francesco Antonio Boi                                                        | 2118      |
| 1028 | Karl Christian von Langsdorf    | Archimedes VII.  | 18. Mai 1757 | 5. Jul.  | 10. Juni 1834 | Karl Christian von Langsdorf                                                 | 4187      |
| 1029 | Johann Georg Lenz               | Archagatus II.   | 2. Apr. 1748 | 14. Jul. | 28. Feb. 1832 |                                                                              | 4920      |